# Ibn al-Chattab
Samir Salih Abd Allah as-Suwajlim, znany szerzej jako Ibn al-Chattab lub Emir Chattab (ur. 14 kwietnia 1969, zm. 20 marca 2002) – pochodzący z Arabii Saudyjskiej najemnik, działacz międzynarodowego dżihadu, jeden z liderów czeczeńskich bojowników w trakcie pierwszej i drugiej wojny czeczeńskiej. Jego dokładne dane pozostawały przez długi czas nieznane, dopiero po śmierci brat Ibn al-Chattaba postanowił je wyjawić.

## Biografia
Chattab urodził się jako Samir Salih Abd Allah as-Suwajlim 14 kwietnia 1969 (26 muharrama 1389 w kalendarzu islamskim) w Ararze w Arabii Saudyjskiej. Podobnie jak wielu Saudyjczyków wychował się w bardzo religijnej rodzinie. Jego ojciec pochodził z prowincji Asz-Szarkijja i przykładał dużą wagę do wychowanie swoich dwóch synów na silnych i religijnych ludzi. Jego matka, Rasmija al-Muhtadi, była Syryjką o tureckich korzeniach, sam Chattab darzył ją szczególną miłością, wielokrotnie prosiła go ona o powrót do domu, gdy ten przebywał na frontach.

### Azja Środkowa oraz Bośnia i Hercegowina
Na przełomie lat 1987/1988 Chattab kierowany wezwaniami na dżihad (wojnę religijną) oraz opowieściami o niezwykłym bohaterstwie afgańskich mudżahedinów sam zdecydował się wyjechać walczyć ze Związkiem Radzieckim. Jak wynika z opowieści jego towarzyszy broni, nastoletni Chattab błagał dowódców, by od razu wysłali go na front, ci jednak zdecydowali o skierowaniu go do obozu szkoleniowego, a dopiero potem wysłaniu młodego Araba do walki. Pod koniec wojny w 1990 postanowił utworzyć własną grupę Kompania Chattaba, zrzeszającą bojowników pochodzących z Arabii Saudyjskiej. Choć w Afganistanie zyskał sobie sławę, a sam w trakcie służby nabawił się paraliżu dłoni i stracił kilka palców, okres afgański wspominał wyjątkowo łagodnie, jako „dżihad z umeblowanych apartamentów”, uważając, że on i inni Arabowie już niewiele zrobili na rzecz dżihadu w Afganistanie.
W 1994 Kompania Chattaba postanowiła przedostać się do Tadżykistanu, gdzie na dżihad przeciwko komunistycznej władzy wzywała regionalna komórka bractwa muzułmańskiego Hizb-i-Wahdat. Chattab, „nie chcąc obciążać tadżyckich braci”, ówcześnie sam postanowił zebrać broń i potrzebne im materiały. Na froncie w Tadżykistanie nie walczył długo, gdyż bractwo muzułmańskie szybko straciło pozycję lidera opozycji.
W wywiadzie, który znajduje się w filmie dokumentalnym BBC The Smell of Paradise z 2005 roku, Chattab wspomina o swoim udziale w wojnie w Bośni, nie wiadomo jednak w jakim dokładniej okresie przebywał w Bośni, ani jaką rolę tam pełnił.

### Wojna na Kaukazie
Niejaki Fathi asz-Sziszani, walczący z nim w Afganistanie Czeczen, przekonał Chattaba, by ten dołączył do walki w Czeczenii. Tam od początku rozpoczął szkolenia młodych bojowników, którzy, jak sam wspominał, w większości byli sufitami lub pochodzili z sufickich rodzin, tak też pod względem religijnym nie wymagał od swoich uczniów salafickiej postawy, do której przywykł w Afganistanie. Niedługo potem po pełnym rozpętaniu się pierwszej wojny w Czeczenii, grupa Chattaba rozpoczęła walkę. Jego grupa szczególnie zasłynęła z dwóch pułapek, w których udało im się zabić około 100 rosyjskich żołnierzy. W trakcie tej wojny poznał także Szamila Basajewa, z którym niedługo potem miał się zaprzyjaźnić. Podczas wojny tej Chattab stracił nogę po nadepnięciu na minę.
Po zakończeniu pierwszej wojny w Czeczenii w 1996, Emir Chattab nie zaprzestał działań zbrojnych. W 1997 przeprowadził atak na grupę rosyjskich żołnierzy słynących z okrucieństwa wobec ludności czeczeńskiej. Miał się także zajmować likwidowaniem rosyjskich agentów działających w Czeczenii.
Zaraz po wybuchu drugiej wojny czeczeńskiej Chattab uciekł w góry i ponownie rozpoczął walkę partyzancką. W trakcie drugiej wojny czeczeńskiej wykazywał się wielką skutecznością w walce, jego grupa miała być jedną z najbardziej znaczących w całym konflikcie. Uważany jest za jednego z najważniejszych dowódców tego konfliktu.

### Śmierć
Emir Chattab szybko stał się głównym wrogiem rosyjskich władz, które dokonywały wszelkich działań celem zabicia Saudyjczyka. Już w 2000 przeprowadzono wielką operację zbrojną przeciwko partyzantom. Emir Chattab, jak sam wspominał w swoich dziennikach, został ciężko ranny, a ponad połowa jego ludzi zginęła. On sam jednak niedługo potem wrócił do walki i ostatecznie zmarł 20 marca 2002 otruty przez rosyjskie służby.